# Streifeneinschussgerät
Das Streifeneinschussgerät ist ein Gerät, welches dem Zählen und Teilen von Druckbögen dient. Dieses Gerät wird zur Druckweiterverarbeitung vor oder neben der Druckmaschinenauslage installiert und schießt in programmiertem Rhythmus Streifen zwischen die Bögen, um den gewünschten Bogenstapel zu markieren.